# Coupe de Russie de football 1994-1995
Navigation
Coupe de Russie 1993-1994 Coupe de Russie 1995-1996
La Coupe de Russie 1994-1995 est la 3e édition de la Coupe de Russie depuis la dissolution de l'URSS.
Le Dynamo Moscou remporte la compétition face au Rotor Volgograd et se qualifie pour le premier tour de la Coupe des coupes 1995-1996.
La compétition suivant un calendrier sur deux années, contrairement à celui des championnats russes qui s'inscrit sur une seule année, celle-ci se trouve de fait à cheval entre deux saisons de championnat ; ainsi pour certaines équipes promues ou reléguées durant la saison 1994, la division indiquée peut varier d'un tour à l'autre.

## Huitièmes de finale
| Date            | Club                     | Score              | Club                          |
| --------------- | ------------------------ | ------------------ | ----------------------------- |
| 9 novembre 1994 | Dynamo Moscou (D1)       | 2 - 1              | (D1) Kamaz Naberejnye Tchelny |
| 9 novembre 1994 | Jemtchoujina Sotchi (D1) | 0 - 1              | (D1) Ouralmach Iekaterinbourg |
| 9 novembre 1994 | Lokomotiv Moscou (D1)    | 2 - 1              | (D3) Gazovik-Gazprom Ijevsk   |
| 9 novembre 1994 | Rotor Volgograd (D1)     | 2 - 1 ap           | (D2) Dinamo Stavropol         |
| 9 novembre 1994 | Spartak Vladikavkaz (D1) | 3 - 0              | (D2) Zvezda Irkoutsk          |
| 9 novembre 1994 | Spartak Moscou (D1)      | 4 - 3              | (D2) Sokol Saratov            |
| 9 novembre 1994 | Torpedo Arzamas (D3)     | 3 - 0              | (D1) Tekstilchtchik Kamychine |
| 9 novembre 1994 | Torpedo Moscou (D1)      | 1 - 1 ap 4 - 2 tab | (D1) CSKA Moscou              |

## Quarts de finale
| Date          | Club                          | Score              | Club                            |
| ------------- | ----------------------------- | ------------------ | ------------------------------- |
| 19 avril 1995 | Lokomotiv Moscou (D1)         | 2 - 2 ap 4 - 5 tab | (D1) Dynamo Moscou              |
| 19 avril 1995 | Rotor Volgograd (D1)          | 0 - 0 ap 4 - 3 tab | (D1) Torpedo Moscou             |
| 19 avril 1995 | Torpedo Arzamas (D2)          | 0 - 3              | (D1) Spartak-Alania Vladikavkaz |
| 19 avril 1995 | Ouralmach Iekaterinbourg (D1) | 0 - 5              | (D1) Spartak Moscou             |

## Demi-finales
| Date        | Club                            | Score              | Club                 |
| ----------- | ------------------------------- | ------------------ | -------------------- |
| 17 mai 1995 | Dynamo Moscou (D1)              | 1 - 0              | (D1) Spartak Moscou  |
| 17 mai 1995 | Spartak-Alania Vladikavkaz (D1) | 2 - 2 ap 2 - 4 tab | (D1) Rotor Volgograd |

## Finale
| ·                 |                      |      |
| Titulaires :      |                      |      |
|                   |                      |      |
| 1                 | Andreï Smetanine     |      |
| 2                 | Erik Iakhimovitch    |      |
| 4                 | Aleksandr Totchiline |      |
| 5                 | Ravil Sabitov        | 50e  |
| 7                 | Oleg Samatov         |      |
| 3                 | Igor Nekrasov        | 82e  |
| 6                 | Sergueï Nekrasov     |      |
| 8                 | Andreï Kobelev       | 110e |
| 10                | Sergueï Podpaly      |      |
| 9                 | Vitali Safromov      |      |
| 11                | Alekseï Koutsenko    |      |
|                   |                      |      |
| Remplaçants :     |                      |      |
| 12                | Sergueï Choulguine   | 50e  |
| 14                | Rouslan Ichkinine    | 82e  |
| 13                | Sergueï Bogomolov    | 110e |
|                   |                      |      |
| Entraîneur :      |                      |      |
| Konstantin Beskov |                      |      |

| ·                 |                      |      |
| Titulaires :      |                      |      |
|                   |                      |      |
| 1                 | Andreï Samoroukov    |      |
| 2                 | Sergueï Jounenko     |      |
| 3                 | Valeri Bourlatchenko |      |
| 5                 | Sergueï Netchaï      |      |
| 7                 | Aleksandr Bondar     |      |
| 4                 | Ihor Korniyets       |      |
| 6                 | Aleksandr Tsarenko   |      |
| 9                 | Oleg Veretennikov    |      |
| 10                | Aleksandr Berketov   | 67e  |
| 8                 | Vladimir Niederhaus  | 105e |
| 11                | Oleg Netchaïev       | 46e  |
|                   |                      |      |
| Remplaçants :     |                      |      |
| 19                | Andreï Krivov        | 46e  |
| 14                | Aleksandr Troïnine   | 67e  |
| 13                | Igor Menchtchikov    | 105e |
|                   |                      |      |
| Entraîneur :      |                      |      |
| Viktor Prokopenko |                      |      |

| ·                 |                      |      |
| Titulaires :      |                      |      |
|                   |                      |      |
| 1                 | Andreï Smetanine     |      |
| 2                 | Erik Iakhimovitch    |      |
| 4                 | Aleksandr Totchiline |      |
| 5                 | Ravil Sabitov        | 50e  |
| 7                 | Oleg Samatov         |      |
| 3                 | Igor Nekrasov        | 82e  |
| 6                 | Sergueï Nekrasov     |      |
| 8                 | Andreï Kobelev       | 110e |
| 10                | Sergueï Podpaly      |      |
| 9                 | Vitali Safromov      |      |
| 11                | Alekseï Koutsenko    |      |
|                   |                      |      |
| Remplaçants :     |                      |      |
| 12                | Sergueï Choulguine   | 50e  |
| 14                | Rouslan Ichkinine    | 82e  |
| 13                | Sergueï Bogomolov    | 110e |
|                   |                      |      |
| Entraîneur :      |                      |      |
| Konstantin Beskov |                      |      |

| ·                 |                      |      |
| Titulaires :      |                      |      |
|                   |                      |      |
| 1                 | Andreï Samoroukov    |      |
| 2                 | Sergueï Jounenko     |      |
| 3                 | Valeri Bourlatchenko |      |
| 5                 | Sergueï Netchaï      |      |
| 7                 | Aleksandr Bondar     |      |
| 4                 | Ihor Korniyets       |      |
| 6                 | Aleksandr Tsarenko   |      |
| 9                 | Oleg Veretennikov    |      |
| 10                | Aleksandr Berketov   | 67e  |
| 8                 | Vladimir Niederhaus  | 105e |
| 11                | Oleg Netchaïev       | 46e  |
|                   |                      |      |
| Remplaçants :     |                      |      |
| 19                | Andreï Krivov        | 46e  |
| 14                | Aleksandr Troïnine   | 67e  |
| 13                | Igor Menchtchikov    | 105e |
|                   |                      |      |
| Entraîneur :      |                      |      |
| Viktor Prokopenko |                      |      |